# 胡基夫
48°50′55″N 26°14′26″E / 48.84861°N 26.24056°E

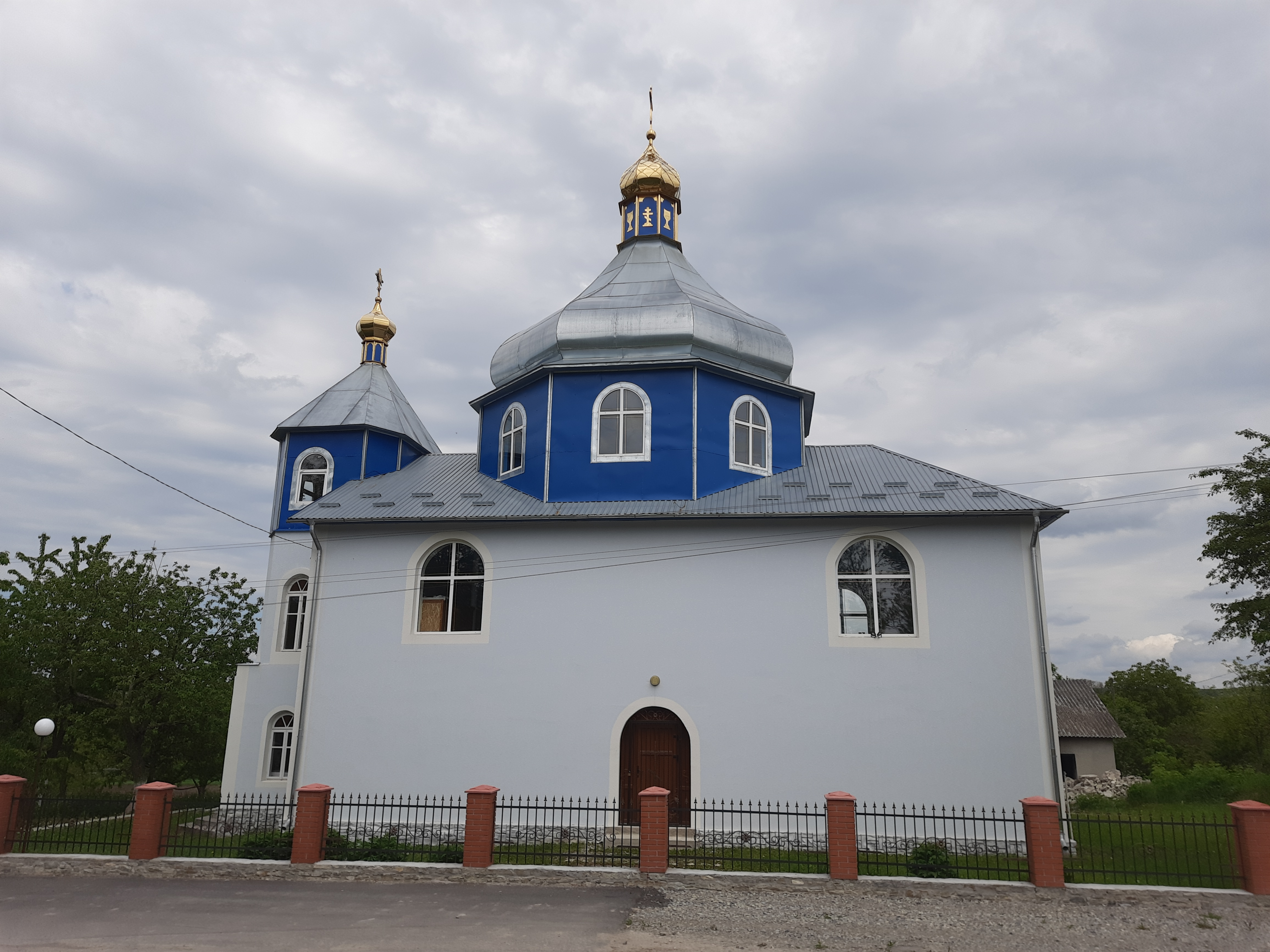
教堂

胡基夫（烏克蘭語：Гуків），是烏克蘭西部赫梅利尼茨基州卡緬涅茨-波多利斯基區胡基夫市镇内的村落及其行政中心。面積2.64平方公里，海拔高度248米，2001年人口801，人口密度每平方公里303人。